# クリス・ゲイル
クリストファー・ヘンリー・ゲイル, OD（英: Christopher Henry Gayle, OD、1979年9月21日 - ）は、ジャマイカ・キングストン出身の元プロクリケット選手。元西インド諸島代表。ポジションはオールラウンダー。